# Cranón
Cranón (en griego antiguo Κράννων) fue una antigua ciudad del distrito de Pelasgiótide en Tesalia, al sudoeste de Lárisa. La tradición afirma que antes de la llegada de los tesalios se llamó  Efira (Ὲφύρη o Ὲφύρα), cuyos habitantes, los efirios son mencionados por Estrabón en boca de Homero. El topónimo difiere según las fuentes: Κράννων -ωνοϛ, ῂ; Κραννών, Κράννουν, y Κράννουϛ. El gentilicio es cranonio, y también varía: Κραν(ν)ούνιος, Κραννῴνιοϛ, y Κρανώνιοϛ. Estaba situada a unos 25 km al sudoeste de Lárisa. Al oeste limitaba con el territorio de Átrax y al este con el de Escotusa. Al sur las crestas de las Revenia la separaban del valle del río Enipo. Distaba unos 100 estadios de la antigua ciudad de Girtón.

## Historia

Mapa con algunas de las principales ciudades de la antigua Tesalia y zonas adyacentes. Cranón estaba situada al sur del río Peneo.

La primera referencia epigráfica a la polis de los cranonios (πόλιϛ Κραννουνίουν) es en un decreto honorífico del siglo III a. C.
En los Juegos Olímpicos de 648 a. C., Cráuxidas de Cranón se alzó con la victoria en la carrera de caballos.
En el siglo VI a. C. la más prominente familia de la vida política de la ciudad era la de los Escópadas. Un miembro de la familia, Diactóridas, fue pretendiente de la hija de Clístenes de Sición. En la ciudad vivió un tiempo el poeta Simónides de Ceos, protegido por los Escópadas. Al comienzo de la guerra del Peloponeso (431 a. C.) la ciudad envió tropas a luchar con los atenienses.
En 394 a. C. eran aliados de Beocia, y como tales dificultaron el paso del rey espartano Agesilao II por Tesalia, cuando regresaba de Asia. En 369 a. C. los Aleuadas se conjuraron con los habitantes de Lárisa para derribar al tirano Alejandro de Feres. Convencieron al rey macedonio Alejandro II para que les ayudara. Mientras el tirano estaba ocupado con el reclutamiento de tropas, el macedonio se anticipó y se presentó con su ejército en Lárisa y se apoderó de la ciudad. A continuación expugnó la acrópolis y, después se ganó para su causa Cranón, en la que presumiblemente estableció una guarnición. Dicha guarnición probablemente fue retirada como una similar de Lárisa cuando Pelópidas a la cabeza de las fuerzas beocias solicitadas por los tesalios llegaron para liberar sus ciudades y abatir la tiranía de Alejandro de Feres.
Tras la batalla de Queronea (338 a. C.), los focidios lucharon en Lamía y en Cranón frente a Antípatro y los macedonios.
En 191 a. C., Cranón fue ocupada por el seléucida Antíoco III el Grande. En el siglo I a. C. era una ciudad en decadencia.
En una estela del siglo I a. C., aparece una inscripción relativa a un tal Polixeno, hijo de Minómaco, en un acto de emancipación de Cranón a la vez, como estratego y como manumisor. Como libera a un esclavo en esta ciudad y la inscripción no precisa su grupo étnico, Bruno Helly deduce que era de Cranón. Opinión que contradice la de F. Stàhlin, según la cual después del año 196 a. C. «no se encuentran strategos de Tesalia originarios de Cranón».

## Arqueología
En una fecha indeterminada Cranón fue una ciudad amurallada y fortificada, pero no se sabe casi nada sobre el centro urbano y la acrópolis, salvo un posible templo de Atenea Polias erigido en esta. También hubo templos de Asclepio, de Apolo, Poseidón y Zeus. Acuñó monedas de plata en el siglo V a. C. (480-400 a. C.) y de bronce en el IV a. C. Se conservan dracmas, tetróbolos, trióbolos, óbolos y hemióbolos del tipo egineta, con la leyenda ΚΡΑ o ΚΡΑΝ o ΚΡΑΝΟ.
Quedan unas ruinas en el lugar llamado Paleá Lárissa.

## Localidad moderna
En la actualidad Cranón es una localidad de Grecia situada en la periferia de Tesalia, en la unidad periférica de Larisa y en el municipio de Kileler. El pueblo tenía, en el año 2011, 109 habitantes, la comunidad local 177 y la unidad municipal 2289.